# Mario Rigamonti
Mario Rigamonti est un footballeur international italien né le 17 décembre 1922 à Brescia et mort le 4 mai 1949 à Superga. Il évoluait aux postes de défenseur/milieu défensif.

## Biographie

### En club
Mario Rigamonti commence sa carrière avec l'AC Torino en 1941,.
Il est prêté au Brescia Calcio lors de la saison 1943-1944, puis à l'AC Lecco en 1944,.
Revenu au Torino en 1945, il remporte quatre titres de Champion d'Italie consécutivement,.
Il meurt lors de la catastrophe aérienne le 4 mai 1949.
Au total, Rigamonti dispute 104 rencontres et inscrit un but en première division italienne.
Le Stade Mario-Rigamonti est nommé en son hommage.

### En équipe nationale
International italien, il reçoit 3 sélections pour aucun but marqué en équipe d'Italie,.
Rigamonti dispute son premier match le 11 mai 1947 contre la Hongrie en amical à Turin.
Son deuxième match est une rencontre contre la France à Colombes.
Il joue son dernier match en sélection le 27 avril 1949 contre l'Espagne toujours en amical (victoire 3-1 à Madrid).

## Palmarès
Fiorentina
- Coupe d'Italie (1) :
  - Vainqueur : 1939-40.

 AC Torino
- Championnat d'Italie (4) :
  - Champion : 1942-43, 1946-47, 1947-48 et 1948-49.

- Coupe d'Italie (1) :
  - Vainqueur : 1942-43.